# یک پسر بد
یک پسر بد (فرانسوی: Un mauvais fils‎) فیلمی در ژانر ملودرام به کارگردانی کلود سوته است که در سال ۱۹۸۰ منتشر شد. از بازیگران آن می‌توان به لور دوتیل، بریژیت فوسی، ژاک دوفیلو و ایو روبر اشاره کرد.

## خلاصه فیلم
"برنو" از زندان آزاد می‌شود.او به دنبال کار گشته و تلاش می‌کند یک زندگی جدید آغاز کند.اولین توقف او در آپارتمان پدرش است...